# Ямбару
Ямбару (яп. 山原) — лесистая северная часть острова Окинава на юге Японии, включающая сёла Хигаси, Кунигами и Огими. В Ямбару сохранились некоторые из последних в Азии крупных участков субтропического леса со многими эндемичными видами флоры и фауны. Во время Битвы за Окинаву в 1945 году многие жители южных областей бежали в этот район в поисках спасения. В 2016 году был создан национальный парк Ямбару, предложенный для включения в Список всемирного наследия ЮНЕСКО.
В настоящее время в Ямбару находится тренировочный полигон корпуса морской пехоты США, занимающий территорию площадью 7,5 тысяч гектаров. По состоянию на 2010 год здесь насчитывалось двадцать две вертолётные площадки и планировалось строительство ещё семи в двух наиболее сохранившихся районах. Проблема расположения вертолётных площадок задержала признание области в качестве национального парка.
По данным Всемирного фонда дикой природы (WWF), Ямбару является местом обитания более четырёх тысяч видов, одиннадцати видов животных и двенадцати видов растений, свойственных только этой области. Многие из них являются исчезающими и занесены в Красную книгу Международного союза охраны природы, 188 видов — в Красную книгу Окинавы и 177 — в Красную книгу Министерства окружающей среды Японии. Среди них нелетающий окинавский пастушок, окинавский дятел, рюкюская зарянка, амамийский вальдшнеп, рюкюская черногрудая листовая черепаха, тритон Андерсона, скрытная лягушка, кинжальная лягушка, лягушка Limnonectes namiyei, рюкюская крыса, окинавская мышь, являющиеся вымирающими или видами на грани исчезновения. В частности, окинавский дятел находится под угрозой из-за низковысотных полётов американской военной авиации с баз морской пехоты, включая конвертоплан Bell V-22 Osprey, и строительства в лесах новых вертолётных площадок.
В 1999 году был открыт Центр охраны дикой природы Ямбару с целью популяризации, углубления понимания и интереса к природе и животному миру Ямбару, а также продвижения проектов, научных исследований и изысканий по сохранению местной ценной природной среды, флоры и фауны. В 2010 году центр был вновь открыт после реконструкции под названием «Музей природы Уфуги» (яп. やんばる野生生物保護センター(ウフギー自然館)), что на окинавском языке означает «большое дерево».